# Pandesma satanas
Pandesma satanas là một loài bướm đêm trong họ Erebidae.